# Filet anti-sous-marin
Un filet anti-sous-marin ou un barrage anti-sous-marin est un barrage placé à l'embouchure d'un port ou d'un détroit pour la protection contre les sous-marins,.

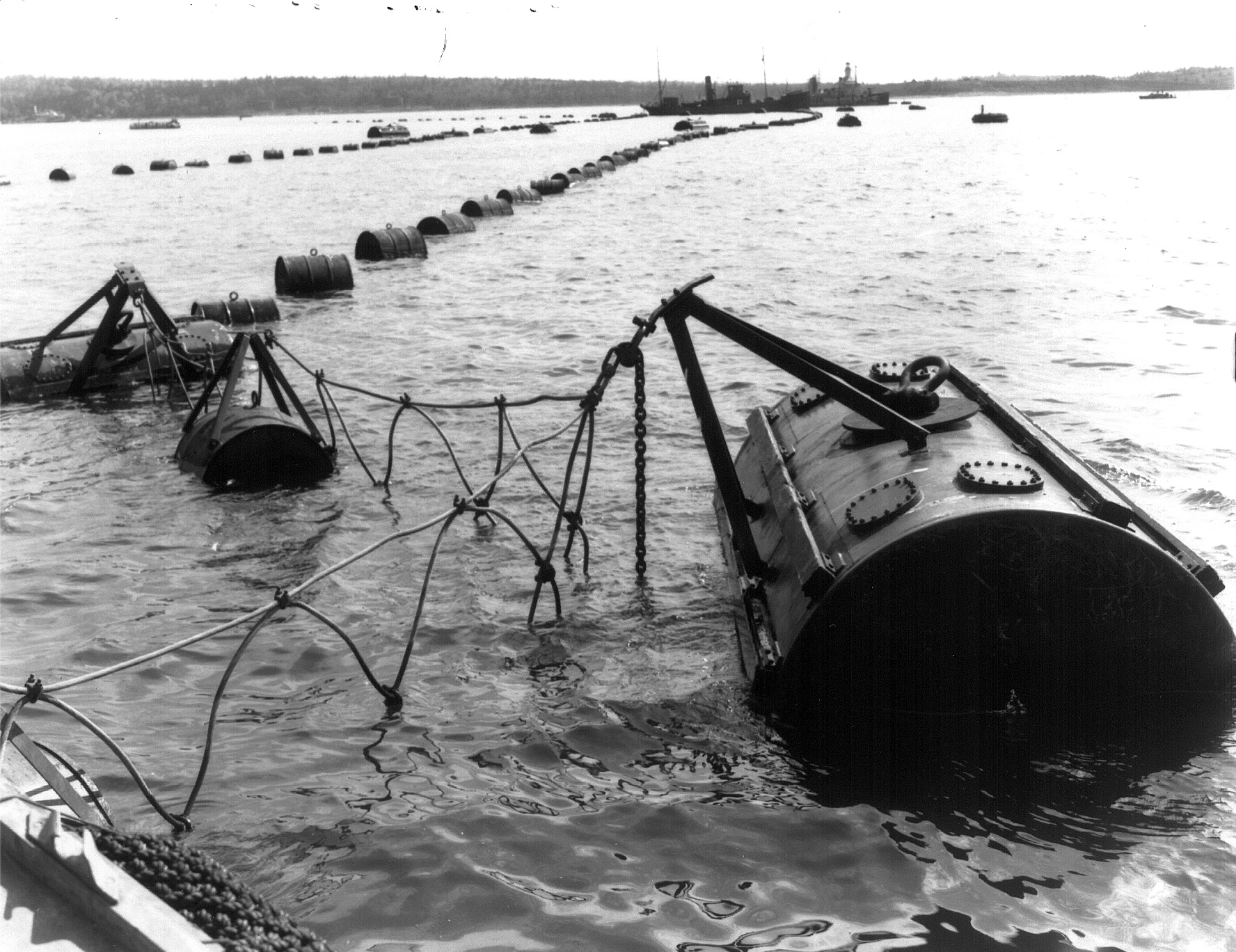
Un filet anti-sous-marin utilisé durant la Seconde Guerre mondiale à Nova Scotia, Canada
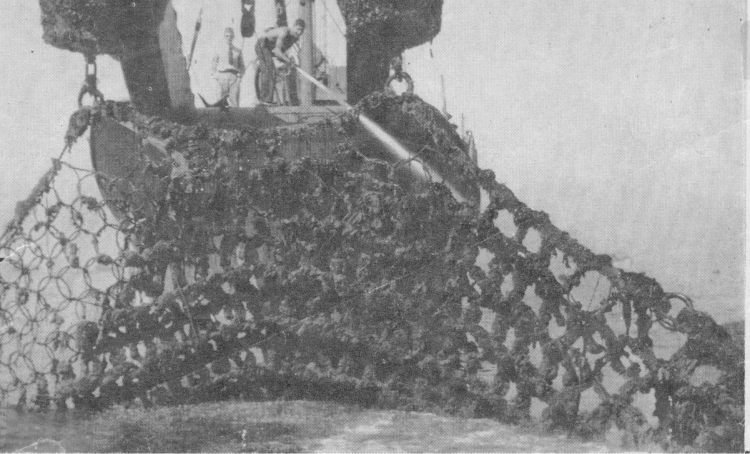
Nettoyage d'un filet anti-sous-marin pendant la Seconde Guerre mondiale
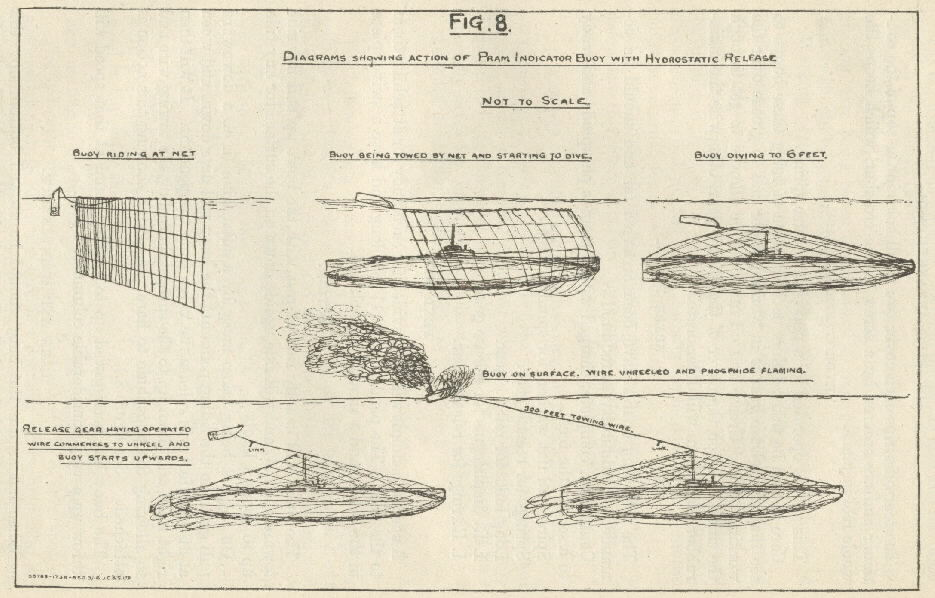
Fonctionnement d'un filet anti-sous-marin
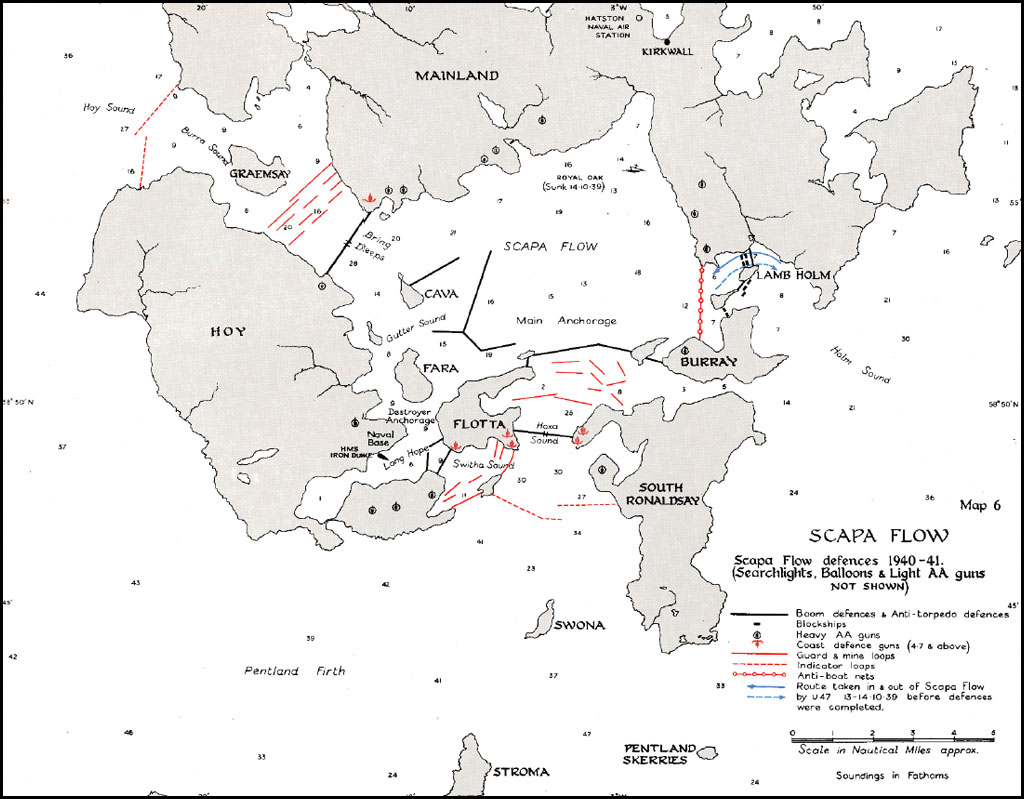
Carte de localisation des filets anti-sous-marin à Scapa Flow

Les filets (également appelés barrières de protection) sont des barrières militaires de moindre importance qui sont principalement utilisées dans les eaux peu profondes, par exemple devant les installations portuaires de petite et moyenne taille. Les barrières de filet ont pour principal objectif de repousser les plongeurs de combat, les sous-marins, les navires et les torpilles ou de rendre plus difficile l'entrée dans les ports afin de gagner du temps pour une défense supplémentaire.
Les filets lestés en plastique, renforcés par de fins fils austénitiques, sont posés à angle droit par rapport à l'entrée du port. Les mailles des filets sont si serrées que ni les hommes ni les torpilles ne peuvent les traverser. Comme les torpilles sont aussi généralement équipées d'une fusée à percussion, le risque d'explosion dans le filet est faible.
Pour permettre le passage des navires, la barrière de filet est soit repliée vers la mer et placée sur le sol, soit tirée sur le côté à l'aide d'un remorqueur, selon la construction. Pendant la Seconde Guerre mondiale, l'installation, la surveillance, l'entretien et le fonctionnement des barrières de filet allemandes dans les ports importants étaient sous la responsabilité des bureaux du commandant de barrage mis en place par la Kriegsmarine à cet effet.
Les filets en acier, qui étaient encore utilisés pendant la Première et la Seconde Guerre mondiale, notamment pour bloquer les bunkers des sous-marins et les ports maritimes, ne sont pratiquement plus utilisés aujourd'hui, car ils sont trop lourds et peu maniables.
Le fait que les filets n'offrent pas une sécurité à cent pour cent comme protection des amarrages a été démontré dans Scapa Flow, où, malgré plusieurs rangées de filets, le sous-marin allemand U 47 a réussi à pénétrer dans la base, à lancer ses torpilles, à couler le cuirassé HMS Royal Oak (08) et à s'enfuir à nouveau.
En juin 2007, un cordon d'environ 4,5 km de long au large de la station balnéaire de Heiligendamm, sur la mer Baltique, a été utilisé à l'occasion de la réunion au sommet des chefs d'État et de gouvernement du G8.

## Exemples de filets anti-sous-marins
- Filet anti-sous-marin du port de Sydney